# Готфрід (пфальцграф Лотарингії)
Готфрід I (нім. Gottfried von Jülich; бл. 905 — після 949) — пфальцграф Лотарингії, граф Юліхгау.

## Життєпис
Походив з впливового роду Матфридінгів. Молодший син Герхарда І, графа Меца, та Оди (доньки Оттона I, герцога Саксонії). Народився близько 905 року в Меці.
Політичному становищу сприяли родинні зв'язки з Саксонською династією, а також те, що старший брат Віхфрід 924 року став архієпископом Кельнським. Самого Готфріда у 924—936 роках згадують як графа Юліхгау. Також одружився з Ірментрудою з династії Каролінгів.
Висувається версія, що з 923 року перебував на посаді пфальцграфа Лотарингії, проте це не достеменно. В цей час точилася боротьба за Лотарингію між Генріхом I, королем Східнофранкського королівства, та Раулем I, королем Західнофранкського королівства. В будь-якому разі з 925 року в Лотарингії керував герцог.
Перша письмова згадка як пфальцграфа Готфріда припадає на 940 рік. В цей час герцогом був малолітній Генріх II, опікуном якого був Оттон, граф Вердену. З цього часу починається викоремлення території пфальцграфства Лотаринзького з власне герцогства Лотарингія, оскільки Готфрід продовжував перебувати на посаді за наступних герцогів. Остання згадка сягає 949 року.

## Родина
Дружина — Ірментруда, донька Карла III, короля Західнофранкського королівства та Лотарингії
Діти:
- Готфрід (бл. 925/935 — 964), граф Ено
- Герберга (після 934 — бл. 995), дружина Мегінгоца, графа Гельдерна
- Ґебгард
- Герхард (бл. 930/935 — після 963), граф Меца
- Адалард